# Michel de Certeau
Michel de Certeau S.J. [mišel d’sertó] (17. května 1925 Chambéry, Savojsko – 9. ledna 1986 Paříž) byl francouzský kněz, jezuita, sociolog, historik a filosof.

## Život
Po studiu klasické filologie a filosofie v Grenoblu, Lyonu a Paříži vtsoupil roku 1950 v Lyonu do jezuitského řádu a roku 1956 byl vysvěcen na kněze. Téhož roku založil časopis Christus, s nímž trvale spolupracoval. Roku 1960 získal doktorát teologie na pařížské Sorbonně prací o jednom z prvních jezuitských mystiků Pierru Favre. Byl silně ovlivněn J. Lacanem a zabýval se také psychoanalýzou. Přednášel v Paříži na Institut catholique a na École des hautes études en sciences sociales (EHESS), dále na univerzitách v Ženevě a v San Diegu v USA.

## Myšlení a dílo
Pole působnosti M. de Certeau bylo mimořádně široké. Zabýval se dějinami mystiky a teorií historiografie, ale také sociologií každodenního života, zejména spotřebitelského chování. Zavedl vlivné rozlišení mezi strategiemi producentů a institucí a taktikami spotřebitelů, kteří se v daném prostoru pohybují. Řadu knih a článků věnoval otázkám křesťanské víry a její krize v současném světě.

### Hlavní díla
- La Prise de Parole (Dobytí slova), Paris 1968
- L'Absent de L'Histoire (Kdo chybí v dějinách), Paris 1973
- La Culture au Pluriel (Kultura v množném čísle), Paris 1974
- L'Ecriture de l'Histoire (Psaní dějin), Paris 1975
- Politica e Mistica. A Questioni di Storie Religiosa (Politika a mystika. Otázky náboženských dějin), Milán 1975
- Une Politique de la Langue: La Révolution Française et les Patois, l'enquête de Grégoire (Politika jazyka. Francouzská revoluce a nářečí) (s Dominique Julia a Jacques Revelem), Paris 1975
- La Réveil Indien en Amérique Latine (Indiánské probuzení v Jižní Americe) (s Yves Materne), Paris 1977
- L'Invention du Quotidien. Vol. 1, Arts de Faire (Vynález každodennosti I. Jak se to dělá), Paris 1980
- Croire. Une pratique de la différence (Věřit: praxe diference), Urbino 1981
- Histoire et Psychoanalyse entre Science et Fiction (Historie a psychoanalýza mezi vědou a fikcí), Paris 1987